# わたらせ渓谷鐵道わ99形客車
- 国鉄12系客車 > わたらせ渓谷鐵道わ99形客車
- 京王5000系電車 (初代) > わたらせ渓谷鐵道わ99形客車

わたらせ渓谷鐵道わ99形客車（わたらせけいこくてつどうわ99がたきゃくしゃ）は、わたらせ渓谷鐵道が1998年（平成10年）に導入した客車である。東日本旅客鉄道（JR東日本）の12系客車を改造した2両と、京王帝都電鉄の5000系電車を改造したトロッコ型車両2両からなる4両で編成を組む。

## 概要
わたらせ渓谷鐵道では、1992年（平成4年）から東日本旅客鉄道（JR東日本）のトロッコ車を借り入れて運用していたが、JRからの借り入れが不可能となり、1995年（平成7年）以降は運転を休止していた。開業10周年を期にトロッコ列車を復活させるため、無蓋貨車から改造する検討を進めていたが、保安上の問題から不可能となり、有効長の制約から京王重機整備が保管していた京王5000系電車2両の車体を改造、JR東日本で廃車となった12系客車2両と組み合わせて、DE10形ディーゼル機関車が牽引するトロッコ列車として1998年（平成10年）に就役した。夏季を中心に、わたらせ渓谷鐵道わたらせ渓谷線大間々駅 - 足尾駅間で運転されている。
| 車両番号       | 5010                                             | 5080                                             | 5020                                                                 | 5070                                                                 |
| 製造所         | 新潟鐵工所                                       | 新潟鐵工所                                       | 日立製作所                                                           | 日立製作所                                                           |
| 種車           | JRスハフ12 150                                   | JRスハフ12 151                                   | 京王デハ5020                                                         | 京王デハ5070                                                         |
| 製造年         | 1978年11月                                       | 1978年11月                                       | 1969年2月                                                            | 1969年2月                                                            |
| 種車除籍       | 1997年12月                                       | 1997年12月                                       | 1995年11月                                                           | 1995年11月                                                           |
| 車両定員       | 80人                                             | 80人                                             | 91人                                                                 | 94人                                                                 |
| 自重           | 34.1 t                                           | 34.1 t                                           | 15.0 t                                                               | 15.0 t                                                               |
| 全長           | 21,300 mm                                        | 21,300 mm                                        | 18,000 mm                                                            | 18,000 mm                                                            |
| 車体長         | 20,800 mm                                        | 20,800 mm                                        | 17,500 mm                                                            | 17,500 mm                                                            |
| 全幅           | 2,903 mm                                         | 2,903 mm                                         | 2,874 mm                                                             | 2,874 mm                                                             |
| 車体幅         | 2,900 mm                                         | 2,900 mm                                         | 2,800 mm                                                             | 2,800 mm                                                             |
| 全高           | 4,085 mm                                         | 4,085 mm                                         | 3,530 mm                                                             | 3,530 mm                                                             |
| 車体高         | 3,620 mm                                         | 3,620 mm                                         | 3,530 mm                                                             | 3,530 mm                                                             |
| 床面高さ       | 1,230 mm                                         | 1,230 mm                                         | 1,130 mm                                                             | 1,130 mm                                                             |
| 台車           | 枕ばね:外吊り式空気ばね 軸箱支持:軸ばね式 TR217D | 枕ばね:外吊り式空気ばね 軸箱支持:軸ばね式 TR217D | 枕ばね:外吊り揺れまくら式2連コイルばね 軸箱支持:ウイングばね式 DT21B | 枕ばね:外吊り揺れまくら式2連コイルばね 軸箱支持:ウイングばね式 DT21B |
| 車輪径         | 860 mm                                           | 860 mm                                           | 860 mm                                                               | 860 mm                                                               |
| 固定軸距       | 2,000 mm                                         | 2,000 mm                                         | 2,100 mm                                                             | 2,100 mm                                                             |
| 台車中心間距離 | 14,300 mm                                        | 14,300 mm                                        | 12,200 mm                                                            | 12,200 mm                                                            |

## 車体・主要機器
わ99形は異なる2種類の車両を改造したものであり、わたらせ渓谷鐵道入線前の車歴、改造内容が大きく異なる。

### 5010・5080
JR東日本スハフ12 150、151を譲受した車両である。12系では1977年（昭和52年）3月に竣工した昭和51年度本予算車から北陸トンネル火災事故を受けて防火対策を強化、スハフ12では汚物処理装置の使用に備えて床下に搭載したサービス用電源装置を連続定格出力169 kW（230 PS）/1,800 rpmのDMF15HS-Gディーゼルエンジンと出力180 kVAのDM82発電機の組み合わせから、14系と同じインタークーラ付連続定格出力199 kW（270 PS）/1,800 rpmのDMF15HZ-Gディーゼルエンジンと出力210 kVAのDM93発電機の組み合わせに変更したため100番台に区分されており、12系の最終製造となったこの2両が含まれる1978年（昭和53年）3月落成の昭和52年度第2次債務負担車ではさらに後位側車端の幌が従来車の埋め込み式から一般型に変更され、監視窓寸法が縦長になる変更が行われている。わたらせ渓谷鐵道では、塗装の変更、灰皿の撤去、後位側幌の撤去が行われ、5010（スハフ12 150）ではトイレ、洗面所が閉鎖された。2両ともサービス用電源装置を備えるが、運転時にはどちらか1両のみの電源装置が使用されている。塗装はわたらせ渓谷鐵道の気動車と同じ紅銅（べにあかがね）色となり、窓下に金色の縁取りが入れられた。

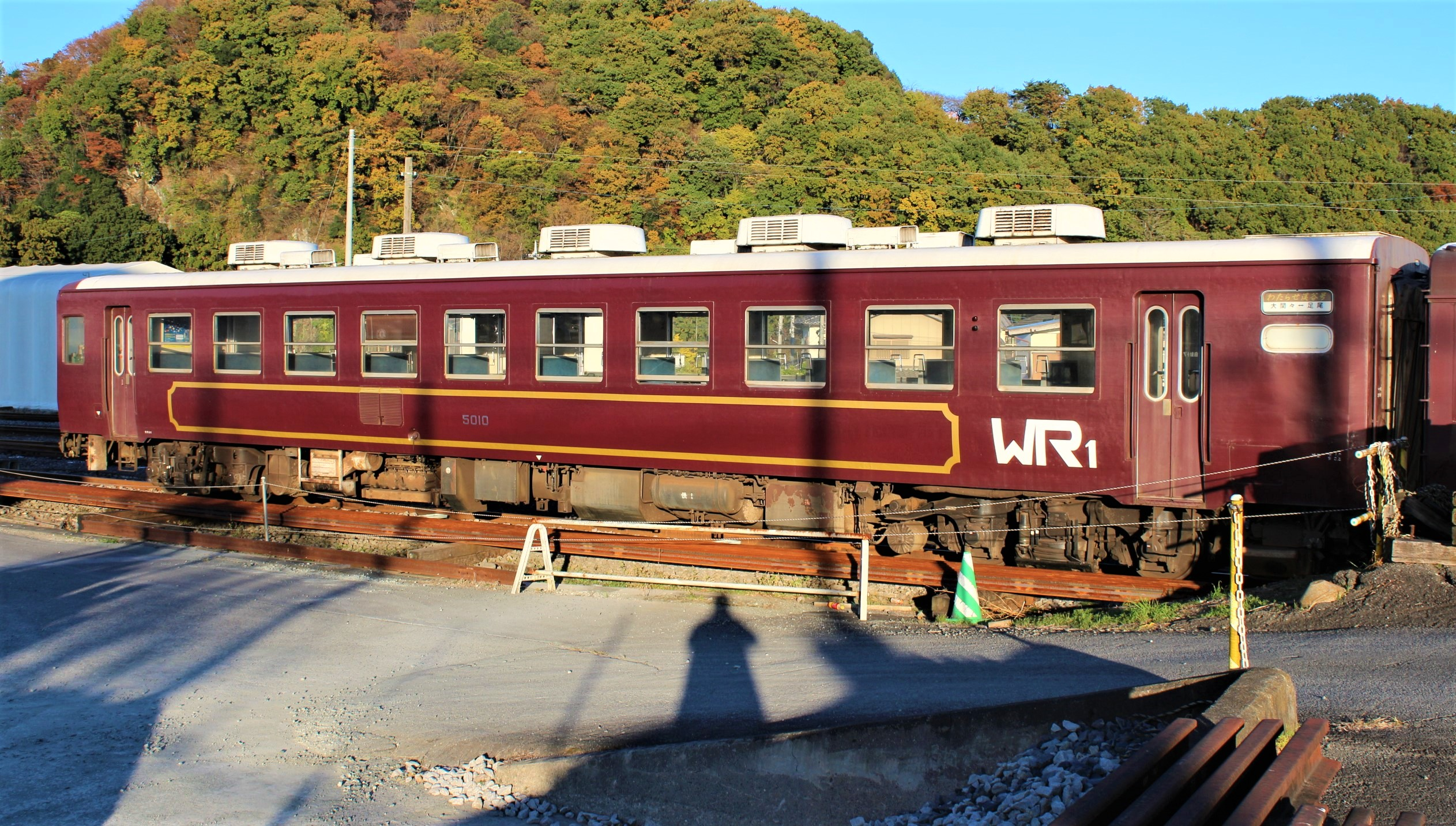
5010

### 5020・5070
京王デハ5020、デハ5070を改造した車両である。元々この2両は他社への譲渡を前提に、京王での廃車後は京王重機整備で保管され改造待ちとなっていたが、改造は中止となった。その後、電気部品はクハ5720、クハ5770の車体と組み合わせて富士急行モハ1208・モハ1308となった一方で、車体は解体寸前となっていた。時を同じくして無蓋貨車をトロッコ列車に改造する計画を断念したわたらせ渓谷鐵道では、代替として有効長の制約から18 m級車体の車両を探していた。そのような中で、車両整備などで取引のあった京王重機整備からこの2両を提案され、譲渡が実現した。
改造にあたっては種車の窓、車内、床下機器を撤去、車内には不燃性の木目調のテーブルと椅子が設けられた。5020と5070の間の貫通路は種車の1,250 mm幅のものをそのまま活用した。5010、5080との連結部はスハフ12にあわせて狭幅の貫通路に改造されている。台車は豊橋鉄道1900系モ1906・モ1956の廃車発生品であるDT21Bを使用した。豊橋鉄道では国鉄101系電車・国鉄111系電車の廃車発生品を入手し、名鉄5200系電車の車体と組み合わせて使用されていたものである。車両番号は改造後も種車の5020と5070から変更されていない。塗装はわたらせ渓谷鐵道の気動車と同じ紅銅色となり、窓下に「やませみ」「かわせみ」のエンブレムが取り付けられ、金色の縁取りが入れられた。

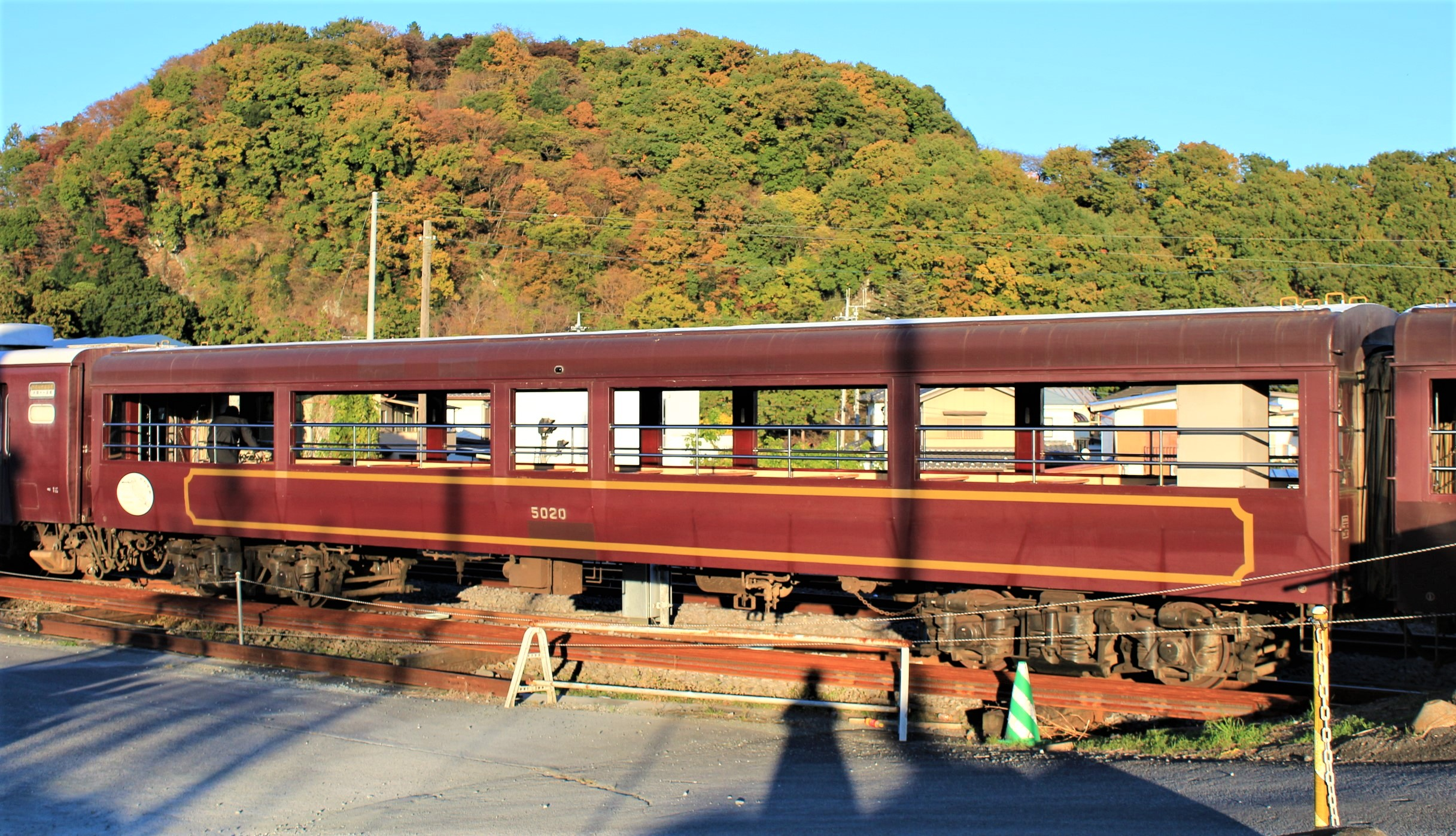
5020

## 運用
1998年（平成10年）10月10日よりわ99形客車をDE10形ディーゼル機関車が牽引する編成で運転を開始した。以来、「トロッコわたらせ渓谷号」として大間々駅 - 足尾駅間で夏季を中心に運転されている。「かわせみ」の愛称をもつ5020は定員91人、愛称「やませみ」の5070は定員94人。運行当初は乗客にはトロッコ車と一般車の双方に座席を提供して雨天時は一般車に避難する形で運転されていたため、4両編成の定員を160人として運転されていたが、現在は一般車の座席もトロッコ車とは別に販売しているため、トロッコ車利用客は雨天時は一般車の立席利用となる場合がある。

### 書籍
- 『国鉄車両一覧』ジェイティービー、1986年。ISBN 4533044468。
  - 「12系 急行形客車」 pp. 200-201
  - 「国鉄車両諸元表」 pp. 328-510

### 雑誌記事
- 『鉄道ピクトリアル』通巻480号「新車年鑑1987年版」（1987年5月・電気車研究会）
  - 鉄道ピクトリアル編集部「豊橋鉄道1900系」 pp. 147

- 『鉄道ピクトリアル』通巻515号「特集 台車」（1989年8月・電気車研究会）
  - 大幡 哲海「写真でみる台車あれこれ」 pp. 25-35
  - 鉄道ピクトリアル編集部「国鉄・JRおよびメーカー別の台車リスト(I)」 pp. 50-55

- 『鉄道ピクトリアル』通巻582号「新車年鑑1999年版」（1999年10月・電気車研究会）
  - 「注目のNew Face」 pp. 5-20
  - 藤井信夫、大幡哲海、岸上明彦「各社別車両情勢」 pp. 91-107
  - わたらせ渓谷鐵道（株）運輸部 大野 勇「わたらせ渓谷鐵道 わ99形（トロッコ車）」 pp. 113-114
  - 「車両諸元表」 pp. 174-175
  - 「1998年度車両動向」 pp. 176-185

- 『鉄道ピクトリアル』通巻678号「特集 譲渡車両」（1999年12月・電気車研究会）
  - 「全国で活躍する譲渡車両たちの表情」 pp. 25-28
  - 岸 由一郎「ご縁をまとめて150両 京王重機整備とその仕事」 pp. 44-53

- 『鉄道ピクトリアル』通巻734号「特集 京王電鉄」（2003年7月・電気車研究会）
  - 「他社へ行った京王の車両」 pp. 170-172
  - 「京王電鉄 主要車歴表」 pp. 240-259

- 『鉄道ピクトリアル』通巻757号「特集 12系・14系座席客車」（2005年2月・電気車研究会）
  - 岡田 誠一「12系・14系座席車のあゆみ」 pp. 10-27
  - 服部 朗宏「私鉄へ行った12系・14系客車」 pp. 28-32
  - 藤田 吾郎「12系・14系座席客車 車歴表」 pp. 66-79
  - 「民鉄で活躍する12系・14系客車」 pp. 81

### Web資料
- “トロッコ列車渓谷号”.   わたらせ渓谷鐵道. 2017年5月7日閲覧。